# Jean-Baptiste Humbert
Pour les articles homonymes, voir Humbert.
Jean-Baptiste Humbert, né le 8 décembre 1940 à Mâcon, est un archéologue français. Religieux dominicain, il est directeur du laboratoire d'archéologie de l'École biblique et archéologique française de Jérusalem.

## Biographie
Après avoir étudié au lycée Gérôme à Vesoul, Jean-Baptiste Humbert intègre une école de dessin d'art puis étudie la philosophie médiévale à Besançon. Il entre chez les Dominicains en 1965 et à l'École biblique de Jérusalem en 1973. Il est alors maître en théologie morale et a suivi les enseignements d'archéologie d'Annette Laming-Emperaire à l'École pratique des hautes études et de Jacques Tixier à l'Institut de paléontologie humaine.
Il a participé à de nombreuses missions archéologiques avec l'École biblique sur des sites du Moyen-Orient (Israël, Jordanie, Iran). Professeur d'archéologie à l'École biblique de Jérusalem, il dirigea notamment les fouilles de Tell Keisan (1979-1980) après y avoir travaillé comme chargé de topographie et codirecteur, a fouillé à Suse (1975-1977), dirige les fouilles de Khirbet es-Samra (Jordanie) (1978-1993), codirige les fouilles de la citadelle d'Amman et dirige depuis 1995 la Mission archéologique franco-palestinienne de Gaza. Il est également chargé de la publication des fouilles déjà anciennes du Père Roland de Vaux à Qumran. 
Il a été élu en 2013 membre correspondant de l'Académie des inscriptions et belles-lettres, et élevé au grade d'officier de la Légion d'honneur.

## Publications
Jean-Baptiste Humbert est l'auteur de plusieurs dizaines d'articles scientifiques et de livres en rapport avec ses recherches archéologiques. La liste complète se trouve ici.

## Décorations
- Officier de la Légion d'honneur Il est fait chevalier le 2 avril 1999[3], puis est promu officier le 12 juillet 2013[4].